# Danzy Senna
Danzy Senna (Boston, 1970) è una scrittrice statunitense, autrice di saggi su genere, razza e maternità, tra cui il suo, primo romanzo, Caucasia, nel 1998. I suoi scritti sono apparsi su The New Yorker, The Atlantic, Vogue e The New York Times. È docente di inglese alla University of Southern California.

## Biografia
Nata e cresciuta a Boston, Massachusetts, nel 1970, è la seconda di tre figli della poetessa, bianca, Fanny Howe e dell'editore, nero, Carl Senna, entrambi attivisti per i diritti civili. Si sposarono nel 1968, l'anno dopo che il matrimonio interrazziale divenne legale, e Senna nacque due anni dopo. Divorziarono nel 1976. Crescendo, Senna divise il suo tempo tra la casa di sua madre e quella di suo padre. La nonna materna di Senna è l'attrice e drammaturga irlandese Mary Manning, che ha recitato per il Gate Theatre di Dublino. 
Dopo aver frequentato la Brookline High School, ha compiuto gli studi prima all'Università di Stanford dove ha ottenuto un Bachelor of Arts, quindi all'Università della California, Irvine, dove ha conseguito un Master of Fine Arts in scrittura creativa.
Ha esordito nel 1998 con il romanzo Caucasia, incentrato, come le opere successive, sul tema dell'incontro-scontro tra diverse etnie e culture e avente per protagoniste due sorelle birazziali
In seguito ha pubblicato altri due romanzi, una raccolta di racconti e un memoir, ottenendo un Whiting Award nel 2002 e il Premio Dos Passos nel 2016.

## Vita privata
Sposata con lo scrittore Percival Everett, la coppia ha due figli, Henry e Miles, e vive a Los Angeles.

## Opere

### Romanzi
- Caucasia (1998), Milano, Dalai, 2011 traduzione di Chiara Vatteroni ISBN 978-88-6620-101-4.
- Symptomatic (2004)
- New People (2017)
- Colored Television (2023)

### Memoir
- Where Did You Sleep Last Night? (2009)

### Racconti
- You Are Free (2011)

## Premi e riconoscimenti

### Vincitrice
- Premio Alex: 1999 con Caucasia
- Premi Whiting: 2002 nella categoria "Narrativa"
- Premio Dos Passos: 2016
- Anisfield-Wolf Book Award: 2025 nella categoria "Narrativa" con Colored Television[8]